# European Nations Cup 2008-10
La European Nations Cup de la temporada 2008-10 fue la 38° temporada del segundo torneo en importancia de rugby en Europa, luego del Torneo de las Seis Naciones.

## División 1

### División 1 2009
| Lugar | Selección | Partidos | Partidos | Partidos  | Partidos | Puntos  | Puntos    | Puntos | Tabla de puntos |
| Lugar | Selección | Jugados  | Ganados  | Empatados | Perdidos | A favor | En contra | dif.   | Tabla de puntos |
| ----- | --------- | -------- | -------- | --------- | -------- | ------- | --------- | ------ | --------------- |
| 1     | Georgia   | 5        | 4        | 1         | 0        | 170     | 80        | +90    | 14              |
| 2     | Rusia     | 5        | 4        | 0         | 1        | 162     | 77        | +85    | 13              |
| 3     | Portugal  | 5        | 3        | 1         | 1        | 124     | 84        | +40    | 12              |
| 4     | Rumania   | 5        | 2        | 0         | 3        | 104     | 88        | +16    | 9               |
| 5     | España    | 5        | 1        | 0         | 4        | 77      | 151       | −74    | 7               |
| 6     | Alemania  | 5        | 0        | 0         | 5        | 22      | 179       | −157   | 5               |

| Bandera de Georgia |
| Campeón Georgia    |
| Tercer título      |

### División 1 2010
| Lugar | Selección | Partidos | Partidos | Partidos  | Partidos | Puntos  | Puntos    | Puntos | Tabla de puntos |
| Lugar | Selección | Jugados  | Ganados  | Empatados | Perdidos | A favor | En contra | dif.   | Tabla de puntos |
| ----- | --------- | -------- | -------- | --------- | -------- | ------- | --------- | ------ | --------------- |
| 1     | Rumania   | 5        | 4        | 1         | 0        | 178     | 48        | +130   | 14              |
| 2     | Georgia   | 5        | 4        | 0         | 1        | 156     | 52        | +108   | 13              |
| 3     | Rusia     | 5        | 3        | 1         | 1        | 129     | 98        | +27    | 12              |
| 4     | Portugal  | 5        | 2        | 0         | 3        | 131     | 65        | +66    | 9               |
| 5     | España    | 5        | 1        | 0         | 4        | 68      | 153       | −79    | 7               |
| 6     | Alemania  | 5        | 0        | 0         | 5        | 36      | 282       | −251   | 5               |

| Bandera de Rumania |
| Campeón Rumania    |
| Décimo título      |

### Temporada 2008-10
| Lugar | Selección | Partidos | Partidos | Partidos  | Partidos | Puntos  | Puntos    | Puntos | Tabla de puntos |
| Lugar | Selección | Jugados  | Ganados  | Empatados | Perdidos | A favor | En contra | dif.   | Tabla de puntos |
| ----- | --------- | -------- | -------- | --------- | -------- | ------- | --------- | ------ | --------------- |
| 1     | Georgia   | 10       | 8        | 1         | 1        | 328     | 130       | +198   | 27              |
| 2     | Rusia     | 10       | 7        | 1         | 2        | 289     | 177       | +112   | 25              |
| 3     | Rumania   | 10       | 6        | 1         | 3        | 282     | 136       | +146   | 23              |
| 4     | Portugal  | 10       | 5        | 1         | 4        | 255     | 149       | +106   | 21              |
| 5     | España    | 10       | 2        | 0         | 8        | 151     | 304       | −153   | 14              |
| 6     | Alemania  | 10       | 0        | 0         | 10       | 58      | 467       | −409   | 10              |

## División 2

### División 2A
| Lugar | Selección       | Partidos | Partidos | Partidos  | Partidos | Puntos  | Puntos    | Puntos | Tabla de puntos |
| Lugar | Selección       | Jugados  | Ganados  | Empatados | Perdidos | A favor | En contra | dif.   | Tabla de puntos |
| ----- | --------------- | -------- | -------- | --------- | -------- | ------- | --------- | ------ | --------------- |
| 1     | Ucrania         | 8        | 5        | 0         | 3        | 140     | 109       | +31    | 18              |
| 2     | Bélgica         | 8        | 4        | 1         | 3        | 108     | 97        | +11    | 17              |
| 3     | República Checa | 8        | 3        | 1         | 4        | 135     | 142       | -7     | 15              |
| 4     | Polonia         | 7        | 3        | 0         | 4        | 94      | 118       | −24    | 13              |
| 5     | Moldavia        | 7        | 0        | 0         | 4        | 133     | 144       | −11    | 13              |

### División 2B
| Lugar | Selección    | Partidos | Partidos | Partidos  | Partidos | Puntos  | Puntos    | Puntos | Tabla de puntos |
| Lugar | Selección    | Jugados  | Ganados  | Empatados | Perdidos | A favor | En contra | dif.   | Tabla de puntos |
| ----- | ------------ | -------- | -------- | --------- | -------- | ------- | --------- | ------ | --------------- |
| 1     | Países Bajos | 8        | 7        | 0         | 1        | 219     | 90        | +129   | 22              |
| 2     | Croacia      | 8        | 6        | 0         | 2        | 161     | 114       | +47    | 20              |
| 3     | Malta        | 8        | 4        | 0         | 4        | 132     | 156       | −24    | 16              |
| 4     | Suecia       | 8        | 2        | 0         | 6        | 147     | 162       | −15    | 12              |
| 5     | Letonia      | 8        | 1        | 0         | 7        | 100     | 234       | −134   | 10              |

## División 3

### División 3A
| Lugar | Selección | Partidos | Partidos | Partidos  | Partidos | Puntos  | Puntos    | Puntos | Tabla de puntos |
| Lugar | Selección | Jugados  | Ganados  | Empatados | Perdidos | A favor | En contra | dif.   | Tabla de puntos |
| ----- | --------- | -------- | -------- | --------- | -------- | ------- | --------- | ------ | --------------- |
| 1     | Lituania  | 7        | 7        | 0         | 0        | 198     | 50        | +220   | 21              |
| 2     | Armenia   | 8        | 4        | 0         | 4        | 151     | 154       | −3     | 16              |
| 3     | Serbia    | 8        | 3        | 0         | 5        | 92      | 153       | −133   | 14              |
| 4     | Andorra   | 8        | 3        | 0         | 5        | 122     | 173       | −51    | 14              |
| 5     | Suiza     | 7        | 2        | 0         | 5        | 79      | 112       | −33    | 11              |

### División 3B
| Lugar | Selección | Partidos | Partidos | Partidos  | Partidos | Puntos  | Puntos    | Puntos | Tabla de puntos |
| Lugar | Selección | Jugados  | Ganados  | Empatados | Perdidos | A favor | En contra | dif.   | Tabla de puntos |
| ----- | --------- | -------- | -------- | --------- | -------- | ------- | --------- | ------ | --------------- |
| 1     | Eslovenia | 8        | 6        | 0         | 2        | 143     | 121       | +22    | 20              |
| 2     | Hungría   | 8        | 5        | 0         | 3        | 202     | 146       | +56    | 18              |
| 3     | Dinamarca | 8        | 4        | 0         | 4        | 149     | 148       | +1     | 16              |
| 4     | Noruega   | 8        | 3        | 0         | 5        | 111     | 130       | −19    | 14              |
| 5     | Austria   | 8        | 2        | 0         | 6        | 87      | 147       | −60    | 12              |

### División 3C
| Lugar | Selección  | Partidos | Partidos | Partidos  | Partidos | Puntos  | Puntos    | Puntos | Tabla de puntos |
| Lugar | Selección  | Jugados  | Ganados  | Empatados | Perdidos | A favor | En contra | dif.   | Tabla de puntos |
| ----- | ---------- | -------- | -------- | --------- | -------- | ------- | --------- | ------ | --------------- |
| 1     | Israel     | 8        | 8        | 0         | 0        | 257     | 59        | +198   | 24              |
| 2     | Grecia     | 8        | 5        | 0         | 3        | 145     | 141       | +4     | 18              |
| 3     | Bulgaria   | 8        | 5        | 0         | 3        | 162     | 162       | +0     | 18              |
| 4     | Luxemburgo | 8        | 2        | 0         | 6        | 96      | 150       | −54    | 12              |
| 5     | Finlandia  | 8        | 0        | 0         | 8        | 79      | 227       | −148   | 8               |

### División 3D
| Lugar | Selección            | Partidos | Partidos | Partidos  | Partidos | Puntos  | Puntos    | Puntos | Tabla de puntos |
| Lugar | Selección            | Jugados  | Ganados  | Empatados | Perdidos | A favor | En contra | dif.   | Tabla de puntos |
| ----- | -------------------- | -------- | -------- | --------- | -------- | ------- | --------- | ------ | --------------- |
| 1     | Chipre               | 6        | 6        | 0         | 0        | 187     | 17        | +170   | 18              |
| 2     | Bosnia y Herzegovina | 6        | 4        | 0         | 2        | 113     | 48        | +65    | 14              |
| 3     | Mónaco               | 6        | 1        | 0         | 5        | 59      | 153       | −94    | 7               |
| 4     | Azerbaiyán           | 6        | 1        | 0         | 5        | 27      | 168       | −141   | 5               |